# کریمه، سودان
کریمه (به عربی: کریمة) یک منطقهٔ مسکونی در سودان است که در شمالیه واقع شده‌است.